# TJ Grant
Timothy Jerome "TJ" Grant (Halifax, 29 de fevereiro de 1984) é um lutador de MMA, atualmente ele compete no Peso-Leve do Ultimate Fighting Championship.membro da equipe Kimura Nova União

## Carreira no MMA

### Ultimate Fighting Championship
Grant fez sua estreia no UFC no UFC 97 com uma vitória por decisão dividida sobre Ryo Chonan.
Em sua luta seguinte, Grant enfrentou o Dong Hyun Kim no UFC 100, sendo o derrotado por decisão unânime.
No UFC 107, em 12 de dezembro de 2009, Grant derrotou Kevin Burns por nocaute técnico no primeiro round. O desempenho rendeu a Grant o prêmio de Nocaute da Noite.
Grant enfrentou Johny Hendricks em 8 de maio de 2010, no UFC 113. Grant perdeu por decisão majoritária depois de ter um ponto deduzido devido a golpes na virilha.
Em 25 de setembro de 2010, no UFC 119, Grant derrotou Julio Paulino por decisão unânime.
Em sua próxima luta, TJ Grant enfrentou Ricardo Almeida em 11 de dezembro de 2010, no UFC 124. O lutador canadense perdeu a luta por decisão unânime.
Era esperado que Grant enfrentasse Matthew Riddle em 26 de junho de 2011 no UFC on Versus 4. No entanto, Riddle foi forçado a se retirar da luta com uma lesão e foi substituído por Charlie Brenneman. Então, poucos dias antes do evento, Grant foi forçado a se retirar da luta devido á uma doença. Como não havia tempo suficiente para encontrar um substituto, a luta foi cancelada.
Em fim, em 1 de outubro de 2011, dez meses depois de sua última luta, Grant voltou ao octógono contra Shane Roller no UFC Live: Cruz vs. Johnson. Depois de controlar a luta no solo nos dois primeiros rounds, Grant tentou uma chave de braço no meio do terceiro round. Com a chave encaixada, o árbitro Fernando Yamasaki interrompeu a luta como finalização verbal, apesar de Roller não ter batido.
No UFC 141, em 30 de dezembro de 2011, Grant era esperado para enfrentar Jacob Volkmann. No entanto, Grant foi forçado a se retirar da luta com uma lesão e substituído por Efrain Escudero.
No dia 15 de maio de 2012, no UFC on Fuel TV: Korean Zombie vs. Poirier, Grant lutou contra Carlo Prater. Grant derrotou Prater por decisão unânime.
Em seguida, em 22 de setembro de 2012 no UFC 152, TJ Grant enfrentou Evan Dunham. Grant venceu a luta por decisão unânime e ganhou o bônus de U$65.000 pelo prêmio de Luta da Noite junto com Dunham. 
TJ Grant enfrentou Matt Wiman, no dia 26 de janeiro de 2013 no UFC on Fox: Johnson vs. Dodson. Ele venceu a luta de forma dominante, nocauteando Wiman com uma série de cotoveladas e socos no fim do primeiro round. 
No UFC 160, em 25 de maio de 2013, Grant derrotou Gray Maynard por nocaute técnico no primeiro round e ganhou o posto de desafiante nº1 ao Cinturão Peso Leve do UFC.
Grant agora era esperado para enfrentar o campeão Ben Henderson em 31 de agosto de 2013 no UFC 164, pelo Cinturão Peso Leve do UFC. Porém, Infelizmente Grant se lesionou e foi substituído por Anthony Pettis.

## Cartel no MMA
| Cartel no MMA   |             |            |
| 26 lutas        | 21 vitórias | 5 derrotas |
| Por nocaute     | 4           | 0          |
| Por finalização | 13          | 1          |
| Por decisão     | 4           | 4          |

| Res.    | Cartel | Oponente           | Método                           | Evento                                    | Data       | Round | Tempo | Local                    | Notas                                                      |
| ------- | ------ | ------------------ | -------------------------------- | ----------------------------------------- | ---------- | ----- | ----- | ------------------------ | ---------------------------------------------------------- |
| Vitória | 21-5   | Gray Maynard       | Nocaute Técnico (golpes)         | UFC 160: Velasquez vs. Silva II           | 25/05/2013 | 1     | 2:07  | Las Vegas, Nevada        | Pela vaga de desafiante nº 1 ao Cinturão Peso Leve do UFC. |
| Vitória | 20–5   | Matt Wiman         | Nocaute (cotoveladas & socos)    | UFC on Fox: Johnson vs. Dodson            | 26/01/2013 | 1     | 4:51  | Chicago, Illinois        |                                                            |
| Vitória | 19–5   | Evan Dunham        | Decisão (unânime)                | UFC 152: Jones vs. Belfort                | 22/09/2012 | 3     | 5:00  | Toronto, Ontario         | Luta da Noite                                              |
| Vitória | 18–5   | Carlo Prater       | Decisão (unânime)                | UFC on Fuel TV: Korean Zombie vs. Poirier | 15/05/2012 | 3     | 5:00  | Fairfax, Virginia        |                                                            |
| Vitória | 17–5   | Shane Roller       | Finalização (chave de braço)     | UFC Live: Cruz vs. Johnson                | 01/10/2011 | 3     | 2:12  | Washington, D.C.         | Estréia no Peso Leve                                       |
| Derrota | 16–5   | Ricardo Almeida    | Decisão (unânime)                | UFC 124: St-Pierre vs. Koscheck II        | 11/12/2010 | 3     | 5:00  | Montreal, Quebec         |                                                            |
| Vitória | 16–4   | Julio Paulino      | Decisão (unânime)                | UFC 119: Mir vs. Cro Cop                  | 25/09/2010 | 3     | 5:00  | Indianapolis, Indiana    |                                                            |
| Derrota | 15–4   | Johny Hendricks    | Decisão (majoritária)            | UFC 113: Machida vs. Shogun II            | 08/05/2010 | 3     | 5:00  | Montreal, Quebec         |                                                            |
| Vitória | 15–3   | Kevin Burns        | Nocaute (socos)                  | UFC 107: Penn vs. Sanchez                 | 12/12/2009 | 1     | 4:57  | Memphis, Tennessee       | Nocaute da Noite                                           |
| Derrota | 14–3   | Dong Hyun Kim      | Decisão (unânime)                | UFC 100: Making History                   | 11/07/2009 | 3     | 5:00  | Las Vegas, Nevada        |                                                            |
| Vitória | 14–2   | Ryo Chonan         | Decisão (dividida)               | UFC 97: Redemption                        | 18/04/2009 | 3     | 5:00  | Montreal, Quebec         |                                                            |
| Vitória | 13–2   | Beau Baker         | Finalização (chave de braço)     | PFP: Wanted                               | 29/11/2008 | 3     | 3:03  | Dartmouth, Nova Scotia   |                                                            |
| Vitória | 12–2   | Forrest Petz       | Finalização (triangulo de braço) | TKO 35: Quenneville vs. Hioki             | 03/10/2008 | 2     | 3:55  | Montreal, Quebec         |                                                            |
| Vitória | 11–2   | Chad Reiner        | Finalização (kimura)             | PFP: Last Man Standing                    | 21/06/2008 | 3     | 4:15  | Dartmouth, Nova Scotia   |                                                            |
| Vitória | 10–2   | Mike Gates         | Finalização (chave de braço)     | PFP: Street Justice                       | 26/04/2008 | 2     | 3:29  | Halifax, Nova Scotia     |                                                            |
| Derrota | 9–2    | Jesse Bongfeldt    | Finalização (chave de braço)     | TKO 32: Ultimatum                         | 28/02/2008 | 3     | 2:52  | Montreal, Quebec         |                                                            |
| Vitória | 9–1    | Stephan Lamarche   | Finalização (triangulo)          | KOTC: Avalanche                           | 15/12/2007 | 3     | 4:56  | Moncton, New Brunswick   |                                                            |
| Vitória | 8–1    | Stephane Dube      | Finalização (chave de calcanhar) | TKO 30: Apocalypse                        | 28/09/2007 | 1     | 2:16  | Montreal, Quebec         |                                                            |
| Vitória | 7–1    | Kevin Manderson    | Finalização (mata leão)          | KOTC: Supremacy                           | 14/07/2007 | 1     | 2:52  | Halifax, Nova Scotia     |                                                            |
| Derrota | 6–1    | Gary Wright        | Decisão (unânime)                | KOTC: Megiddo                             | 28/04/2007 | 3     | 5:00  | Vernon, British Columbia |                                                            |
| Vitória | 6–0    | Elmer Waterhen     | Finalização (chave de braço)     | KOTC: Capital Chaos                       | 28/03/2007 | 1     | 2:20  | Hull, Quebec             |                                                            |
| Vitória | 5–0    | Nicholas Portieous | Finalização (chave de braço)     | KOTC: Freedom Fight                       | 20/01/2007 | 1     | 0:45  | Gatineau, Quebec         |                                                            |
| Vitória | 4–0    | Eric Beaulieu      | Nocaute Técnico (socos)          | ECC 4: Fury                               | 02/12/2006 | 1     | 0:33  | Halifax, Nova Scotia     |                                                            |
| Vitória | 3–0    | Rob Wynne          | Finalização (chave de braço)     | UGC 14: No Pain, No Gain                  | 21/09/2006 | 2     | 4:54  | Montreal, Quebec         |                                                            |
| Vitória | 2–0    | Daniel Grandmaison | Finalização (chave de braço)     | ECC 3: East Coast Warriors                | 22/07/2006 | 1     | 1:46  | Halifax, Nova Scotia     |                                                            |
| Vitória | 1–0    | Craig Skinner      | Finalização (chave de braço)     | Extreme Cage Combat 1                     | 29/04/2006 | 1     | N/A   | Halifax, Nova Scotia     |                                                            |